# La Bastida de Lordat
La Bastida de Lordat (francès La Bastide-de-Lordat) és un municipi francès situat al departament de l'Arieja i a la regió d'Occitània.